# Вдовишино
Вдовишино (рос. Вдовишино) — присілок в Опочецькому районі Псковської області Російської Федерації.
Населення становить 2 особи. Входить до складу муніципального утворення Пригородна волость.

## Історія
Від 2015 року входить до складу муніципального утворення Пригородна волость.

## Населення
| 2001 | 2002 | 2010 | 2013 | 2014 | 2015 | 2016 |
| ---- | ---- | ---- | ---- | ---- | ---- | ---- |
| 14   | ↘7   | ↘6   | ↗10  | ↘7   | ↘6   | ↘2   |